# Strzeganowice

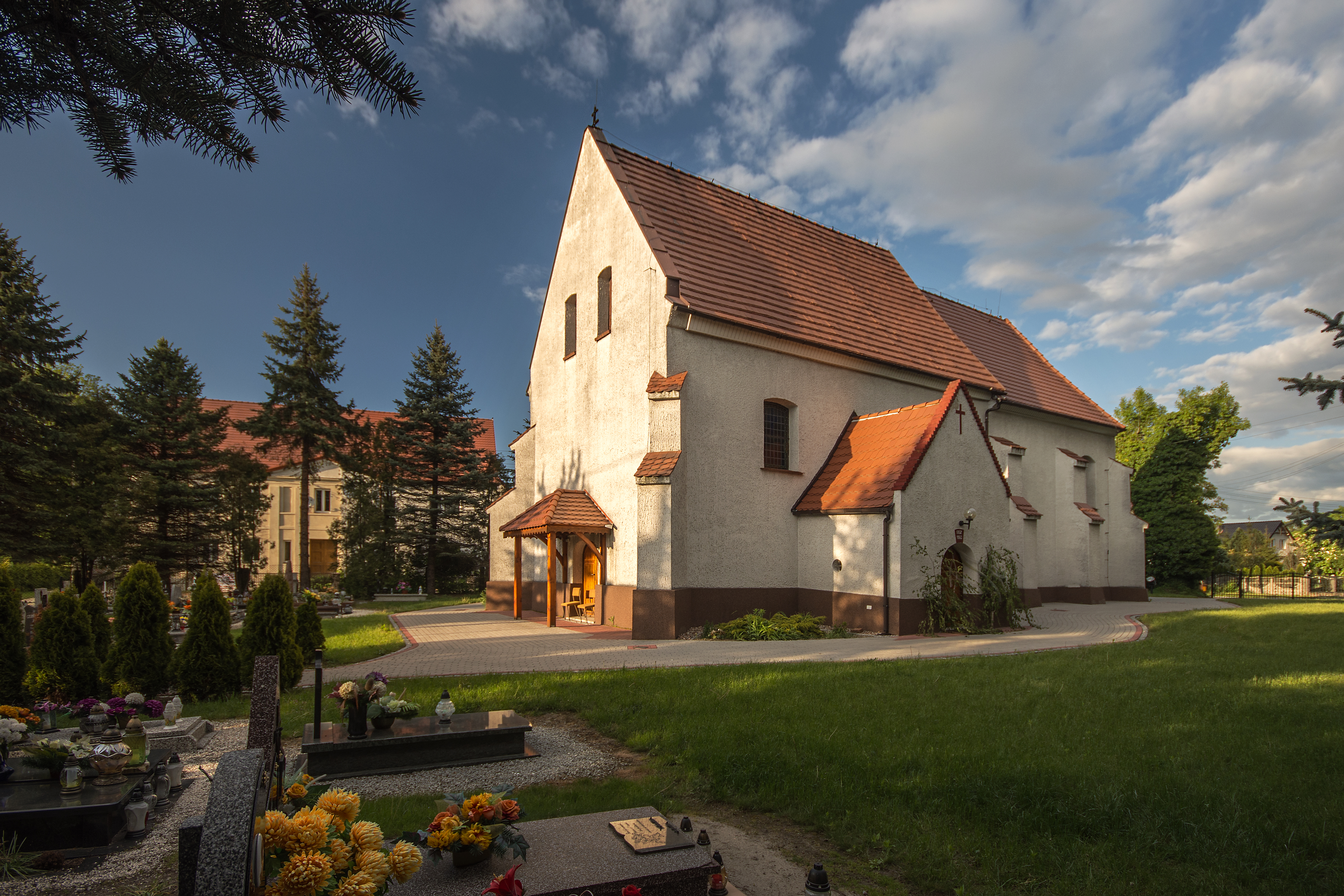
Kościół św. Stanisława

Strzeganowice (niem. Paschwitz) – wieś w Polsce położona w województwie dolnośląskim, w powiecie wrocławskim, w gminie Kąty Wrocławskie.
W latach 1975–1998 miejscowość administracyjnie należała do województwa wrocławskiego.

## Opis
Wieś ulicówka, położona na bezleśnej równinie, niedaleko autostrady A4, lecz bez połączenia drogowego z nią (dojazd do wsi od strony drogi krajowej nr 35 lub Kątów Wrocławskich). We wsi znajdują się: sklep, przystanek autobusowy, budka telefoniczna. We wsi funkcjonuje klub piłkarski Tytan Strzeganowice, grający w B-klasie, w 2008 r.

## Nazwa
Po raz pierwszy miejscowość zanotowana w łacińskim dokumencie z 1155 jako Ztreganovici. Później w 1245 – Streganovia, 1312 – Streganowicz, 1352 – Striganowicz oraz Pascowicz, 1360 – Krziszanowicz. W księdze łacińskiej Liber fundationis episcopatus Vratislaviensis (pol. Księga uposażeń biskupstwa wrocławskiego) spisanej za czasów biskupa Henryka z Wierzbna w latach 1295–1305 miejscowość wymieniona jest w zlatynizowanej formie Striganowiczi villa Do roku 1937 pod niem. nazwą Paschwitz, później do 1945 – Fuchshübel.
Niemiecki językoznawca Paul Hefftner w swojej pracy o nazwach miejscowości ziemi wrocławskiej pt. Ursprung und Bedeutung der Ortsnamen im Stadt und Landkreise Breslau nazwę wywodzi od polskiego słowa „strzec” – Der alteste name kommt von dem poln. Verbum strzedz = berwachen […]. Nazwa prawdopodobnie wywodzi się z funkcji osiedla, która była punktem strażniczym związanym z książęcym prawem stróży zobowiązującym lokalnych chłopów do utrzymywania małych grodów strażniczych.

## Historia
W styczniu 1945 roku we wsi zatrzymała się kolumna więźniów w trakcie Marszu śmierci Fünfteichen – Gross Rosen. Niemieccy strażnicy zamordowali tu znaczną liczbę więźniów, część z nich pochowali w rowie żywcem. Dwa masowe groby ekshumowano w 1974 i 1978 i przeniesiono na cmentarz w Kątach Wrocławskich.
Po II wojnie światowej, w czasach PRL, funkcjonowało we wsi PGR.

## Zabytki
Do wojewódzkiego rejestru zabytków wpisany jest:
- kościół, zabytkowy pod wezwaniem św. Stanisława Biskupa z XIV–XV w., XVIII w., 1854 r.

inne zabytki:
- cmentarz
- budynki poniemieckie
- pamiątkowa tablica, zachowała się na placu koło kościoła, poświęcona mieszkańcom wsi poległym podczas I wojny światowej, wymurowana w 1923 r.
- zabudowania gospodarcze dworu

zabytki nieistniejące:
- dwór z połowy XVIII wieku istniał do lat 90. ubiegłego stulecia, rozebrany

inne obiekty:
- dzwonnica, nowo wybudowana obok kościoła.